# Jessica Harrison
Jessica Harrison (Sheffield, Reino Unido, 27 de octubre de 1977) es una deportista francesa que compitió en triatlón. Ganó dos medallas de plata en el Campeonato Mundial de Triatlón por Relevos Mixtos, en los años 2010 y 2012.
Es lesbiana y en 2005 comenzó una relación sentimental con su compañera de equipo Carole Péon.

## Palmarés internacional
| Campeonato Mundial por Relevos Mixtos | Campeonato Mundial por Relevos Mixtos | Campeonato Mundial por Relevos Mixtos | Campeonato Mundial por Relevos Mixtos |
| Año                                   | Lugar                                 | Medalla                               | Prueba                                |
| ------------------------------------- | ------------------------------------- | ------------------------------------- | ------------------------------------- |
| 2010                                  | Lausana (Suiza)                       | Medalla de plata                      | Relevo mixto                          |
| 2012                                  | Estocolmo (Suecia)                    | Medalla de plata                      | Relevo mixto                          |